# Kelisia sima
Kelisia sima är en insektsart som beskrevs av Ribaut 1934. Kelisia sima ingår i släktet Kelisia och familjen sporrstritar. Arten är reproducerande i Sverige. Inga underarter finns listade i Catalogue of Life.